# Кюнзегеш, Юрий Шойдакович
Кюнзегеш Юрий Шойдакович (17 октября 1927 — 7 ноября 2000) — народный писатель Тувинской АССР (1977), поэт, переводчик, прозаик, литературовед, заслуженный работник культуры Тувинской АССР, лауреат Государственной премии Республики Тыва.

## Биография
Кюнзегеш Юрий Шойдакович родился 17 октября 1927 года в местечке Арбык Тоджинского района Тувинской Народной Республики. Окончил Тоора-Хемскую начальную школу, Абаканский учительский институт(1951), Высшие литературные курсы при Литературном институте им. М. Горького в Москве (1960). Работал корректором, литературным сотрудником газет «Тыванын аныяктары», «Шын», редактором и главным редактором Тувинского книжного издательства с 1951 по 1989 год, редактором отдела поэзии журнала «Улуг-Хем».
Литературную деятельность начал с 1942 года. Первый сборник стихов «Мелодии степи» вышел в 1952 году. Ю. Кюнзегеш был новатором, обогатившим поэтический язык выразительными средствами и новыми образами. Ввёл в тувинскую поэзию жанр сонета (с 1949 г.).
Автор хрестоматии по тувинской литературе для общеобразовательных школ. Им составлены учебники «Тувинская литература» для 8—10-х классов и «Родная литература» для 8-го класса. Переводил на тувинский язык произведения А.  Пушкина, М. Лермонтова, Л. Толстого, В. Маяковского, М. Горького, С. Есенина, А. Блока, Т. Шевченко, М. Кильчичакова, Еврипида, Ш. Руставели, Ф. Шиллера, Ж. Б. Мольера, Э. Ростана. Его произведения переведены на русский, монгольский, украинский, казахский, алтайский, бурятский, чувашский, хакасский, якутский языки. Был членом Союза писателей СССР с 1949 года.
Умер 9 ноября 2000 года в Кызыле.

## Награды и звания
- медаль СССР «За доблестный труд. В ознаменование 100-летия со дня рождения В. И. Ленина»
- «Ветеран труда»
- нагрудный знак «Отличник печати»
- медаль Республики Тыва «За доблестный труд»
- Народный писатель Тувинской АССР (1977)
- заслуженный работник культуры Тувинской АССР (1977)
- лауреат Государственной премии Тувинской АССР (1987)
- лауреат Министерства культуры и кино Республики Тыва
- лауреат Президентской премии им. С. Сарыг-оола

## Память
В 2005 году его именем названо Тувинское книжное издательство

## Основные публикации
- «Степные мотивы»: стихи, баллады, мотивы (1952)

- «Знамя дружбы»: стихи (1956)
- «Песни младшего брата»: стихи (1963)
- «Цвета времени»: стихи (1966)
- «Чтобы поделиться радостью»: стихи (1970)
- «Цвета времени» : стихи (1966)